# Béatrice de Portugal (1373-1412)
Pour les articles homonymes, voir Béatrice de Portugal.
Titre
Reine consort de Castille
14 mai 1383 – 9 octobre 1390
(7 ans, 4 mois et 25 jours)
L’infante Béatrice de Portugal (1373, Coimbra,- après 1412) était la fille du roi Ferdinand Ier de Portugal et de son épouse Éléonore Teles de Menezes. Elle fut au centre d'une crise dynastique qui affecta le Portugal à la fin du XIVe siècle.

## Le mariage avecJeanIerde Castille
Au début de l'an 1383, après la mort prématurée de ses frères puînés en 1380 et 1382, Béatrice devient l’unique descendante du roi mourant Ferdinand Ier. Devenue héritière apparente du trône, son mariage est alors une affaire importante au Portugal et est l’objet d’intrigues et de manœuvres de diverses factions. Après plusieurs modifications des projets de mariage de sa fille, le roi de Portugal accepte finalement le premier choix de sa femme : le roi Jean Ier de Castille, veuf de Éléonore d'Aragon depuis l’année précédente. Ces combinaisons matrimoniales instables ont varié au fil de la guerre de Cent Ans, où le Portugal était l'allié de l'Angleterre, et la Castille celui de la France.
À la suite de déroutes militaires lors de sa troisième guerre contre la Castille et la France, Ferdinand, très jeune et très malade est finalement contraint à se décider pour l'alliance castillane, formalisée par le traité de Salvaterra de Magos. À remarquer que Jean de Castille ayant eu plusieurs enfants de son premier mariage, toute union des couronnes castillane et portugaise, du côté de Béatrice, était exclue, mais cette union était déjà possible, en cas de mort de Béatrice, dans la personne de Jean Ier de Castille.
La cérémonie du mariage eut lieu le 14 mai 1383 à Elvas, ville frontière. Béatrice n’avait que 10 ans et trois mois.

## Crise portugaise de 1383-1385
Le roi Ferdinand mourut peu après, le 22 octobre. Conformément au contrat de mariage signé entre la Castille et le Portugal, la reine-mère Éléonore Teles de Menezes occupa la régence du royaume, au nom de sa fille Béatrice.
Le traité prévoyait que cette régence devait durer jusqu'à ce qu'un enfant de Béatrice, à élever au Portugal, pourrait ceindre la couronne portugaise à 14 ans sur quoi Béatrice et Jean ne se dénommeraient plus jamais roi et reine du Portugal. À la demande de Jean Ier de Castille, la régente ordonna l'acclamation de Béatrice dans tout le pays,.
Cette situation n’était pas du goût des portugais en général qui craignaient l'influence castillane et qui haïssaient la reine-mère régente (surnommée « la Perfide »). En effet, cette dernière était accusée d'être bigame puisqu'elle était mariée et mère quand le roi Ferdinand l'enleva et créa le scandale en l'épousant avant de recevoir l'annulation, par le pape, du premier mariage de la reine. Dona Leonor était aussi accusée d'être la maîtresse du galicien João Fernandes Andeiro, comte de Ourém, le favori de son mari.
Appuyé et incité par les bourgeois de Lisbonne et une partie de l’aristocratie, dont Jean, grand maître de l'ordre d’Aviz et frère illégitime du roi Ferdinand, une révolte fut déclenchée en décembre 1383 : ce fut le début de la crise portugaise de 1383-1385.
Le roi Jean de Castille se proclama roi du Portugal par le droit de sa femme et envahit le Portugal à la fin de décembre 1383 pour faire imposer sa royauté au Portugal et se charge de gouverner au nom de sa femme. La guerre qui s'ensuivit prit fin en 1385 avec la défaite de Castille à la bataille d'Aljubarrota, le 14 août 1385. Avec cette victoire, Jean d’Aviz, qui avait déjà été proclamé roi de Portugal aux États de Coimbra en avril, vit sa position royale mieux assurée. Jean de Castille et Béatrice persistèrent cependant à se faire appeler roi et reine de Portugal.

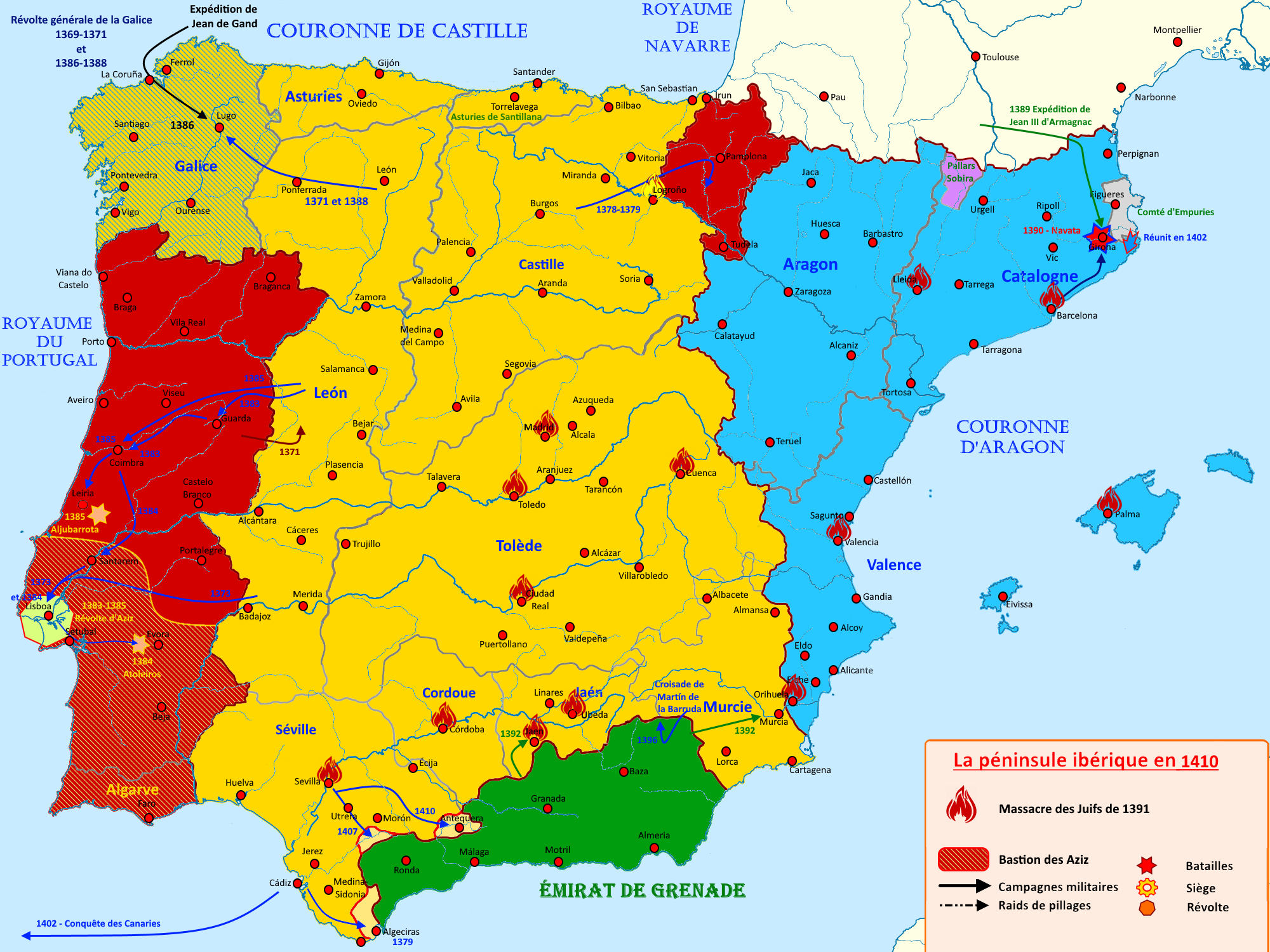
Le royaume du Portugal de 1369 à 1410

## Dernières années

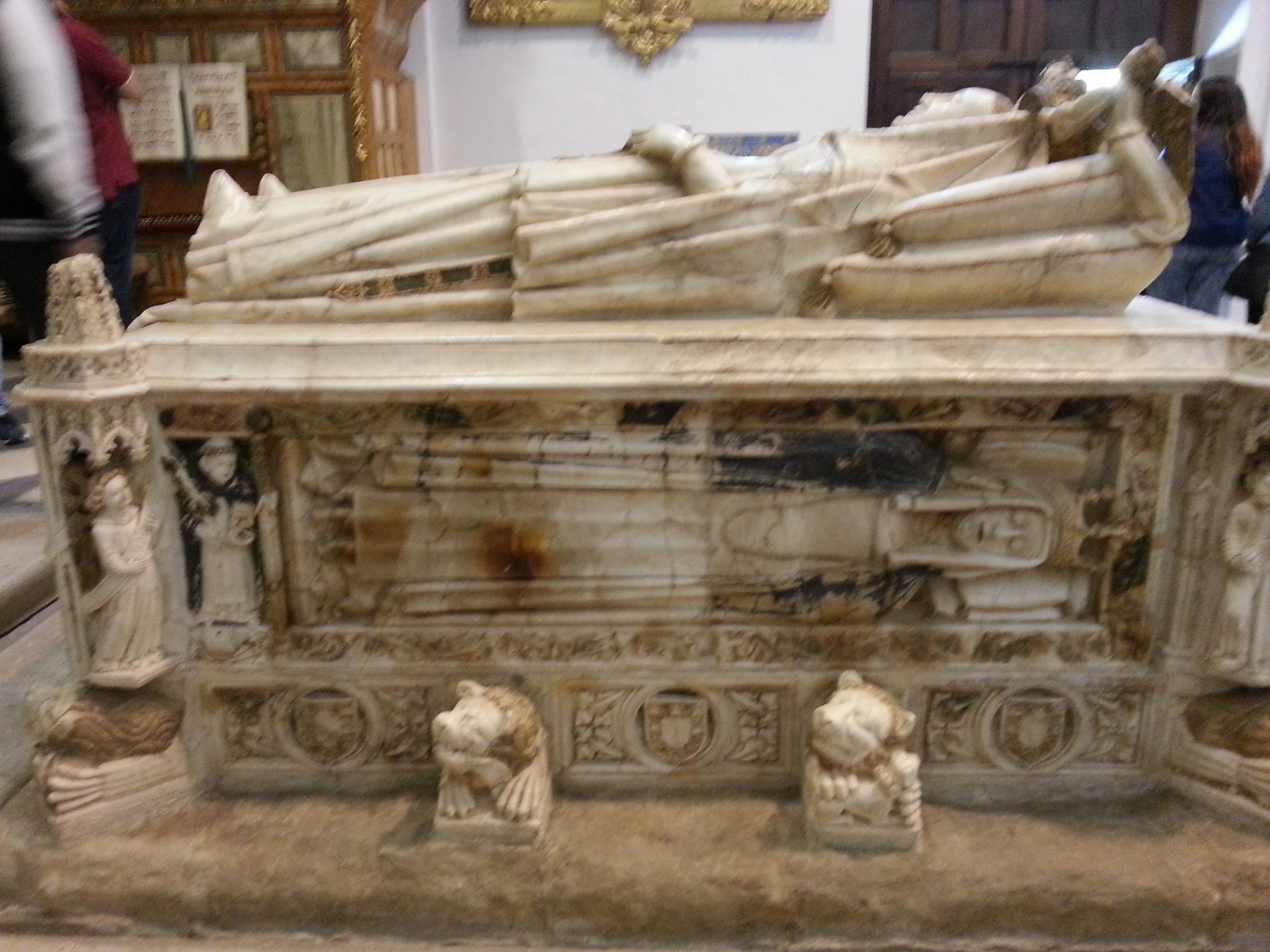
La tombe de Béatrice du Portugal, reine de Castille.

Quelques historiens, dès le XVIIIe siècle, ont affirmé qu'en 1385, Béatrice de Portugal donna le jour à un fils, Michel, qui aurait été l’héritier de la couronne portugaise, mais qui ne vécut pas. Il semble qu'il y ait en la matière confusion avec le petit-fils des Rois catholiques, Michel de la Paix.
La date exacte de la mort de Béatrice de Portugal est inconnue : on sait seulement qu'elle était encore vivante en juin 1412 : elle a écrit, au moins à cette date, une lettre au roi d'Aragon Sa mort peut être datable vers 1420.

## Reine de Portugal?
Les avis divergent quant à la qualité de reine de Portugal de Béatrice. Des historiens portugais considèrent que, pendant la période 1383-1385, le Portugal n'avait aucun monarque, ce qui voudrait dire que Béatrice ne peut être considérée comme une reine portugaise régnante. Cependant, certains affirment qu'au moins par une courte période, elle fut reine du pays, et pourrait donc être inscrite dans la liste des rois de Portugal. La rébellion portugaise ne constitua pas l'unique obstacle à son accession au trône. Beaucoup des nobles portugais de la faction pro-castillane reconnurent également son mari, le roi Jean Ier de Castille, comme leur monarque selon jure uxoris,, en lui rendant vasselage et obéissance, comme Lopo Gomes de Lira au Minho. Jean Ier de Castille, comme on peut le lire dans son testament, datant du 21 juillet 1385, à Celorico da Beira, s'identifiait lui-même comme roi de jure, en déclarant que s'il décédait avant son épouse, le Pape devait décider qui des deux, Béatrice ou Henri, son héritier mâle, devrait être le souverain de Portugal.